# فینال جام جهانی فوتبال ۲۰۱۰
فینال جام جهانی فوتبال ۲۰۱۰ شصت و چهارمین و آخرین بازی جام جهانی ۲۰۱۰ بود که با حضور ۸۵ هزار تماشاگر در ورزشگاه ساکرسیتی شهر ژوهانسبورگ و به قضاوت هاوارد وب از انگلستان برگزار شد و تیم ملی فوتبال اسپانیا با گل زنی آندرس اینیستا در دقیقه ۱۱۵ و برتری ۱-۰ مقابل هلند، قهرمان نوزدهمین دوره جام جهانی فوتبال شد. هلند نیز برای سومین بار به عنوان نایب قهرمانی رسید. بعد از اروگوئه، ایتالیا، آلمان، برزیل، انگلستان، آرژانتین و فرانسه، اسپانیا هشتمین کشوری است که در تاریخ ۸۰ ساله جام جهانی به عنوان نخست دست می‌یابد.

## پیشینه

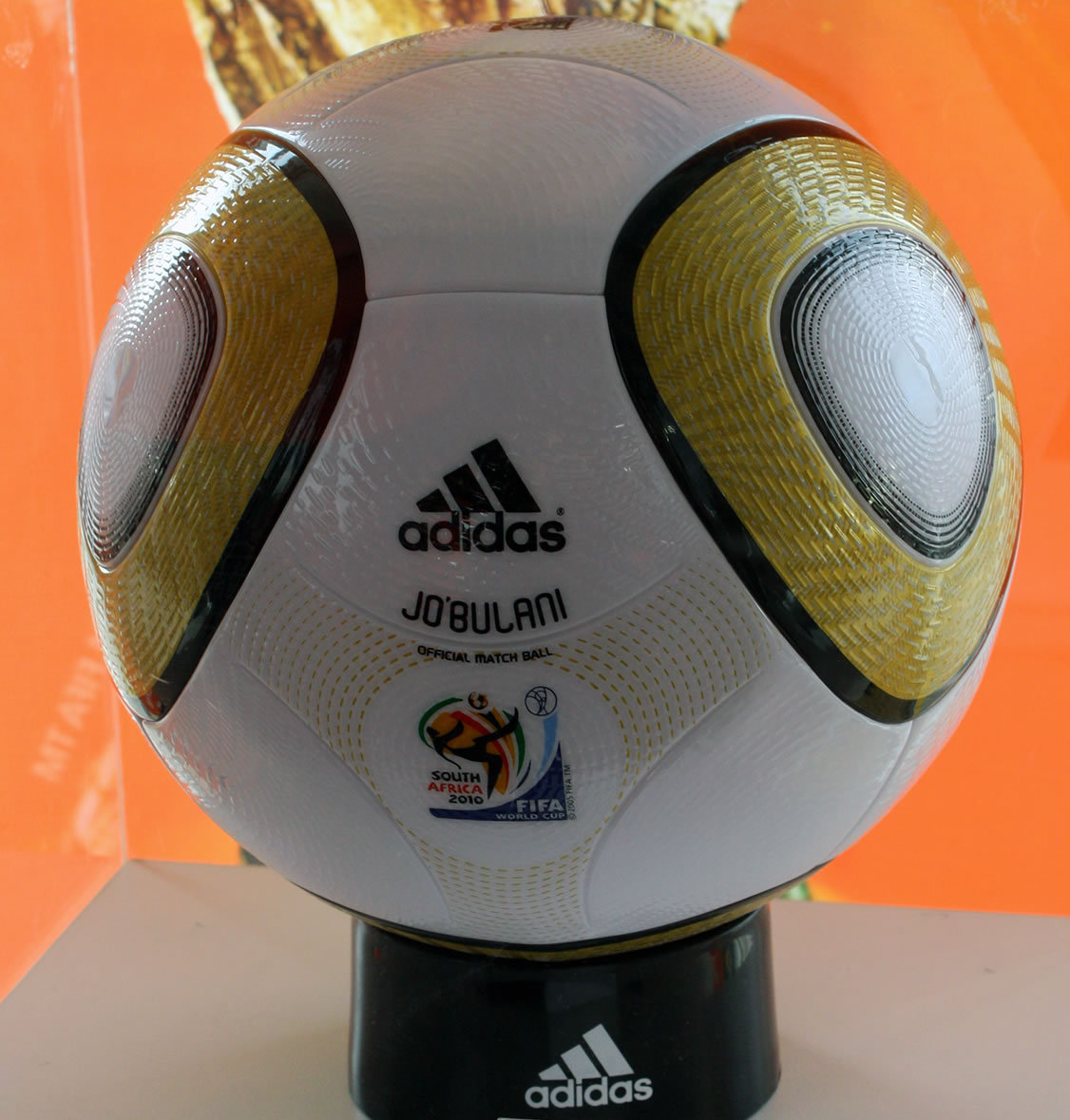
نمونه‌ای از توپ جابولانی که در مسابقه استفاده شد.

جام جهانی فوتبال ۲۰۱۰ نوزدهمین دورهٔ جام جهانی فوتبال، از مسابقات فوتبال فیفا برای تیم‌های ملی بود که از ۱۱ ژوئن ۲۰۱۰ تا ۱۱ ژوئیهٔ همان سال در آفریقای جنوبی برگزار شد. آفریقای جنوبی با توجه به میزبانی این رقابت‌ها، به طور خودکار وارد مرحلهٔ گروهی جام جهانی شد، در حالی که ۲۰۵ تیم وارد مراحل مقدماتی شدند که سازماندهی آن برعهدهٔ شش کنفدراسیون فیفا بود و از اوت ۲۰۰۷ تا نوامبر ۲۰۰۹ برگزار گردید تا برای کسب ۳۱ جایگاه برای ورود به مرحلهٔ گروهی جام جهانی رقابت کنند. در پایان، تیم‌ها به هشت گروه چهارتایی تقسیم شدند که هر تیم در گروه خود، یک بار با هم بازی کردند. دو تیم برتر از هر گروه وارد مرحلهٔ حذفی شدند. مدافع عنوان قهرمانی، ایتالیا بود که توانست در جام جهانی ۲۰۰۶ قهرمان شود.
توپ مسابقهٔ فینال جام جهانی فوتبال ۲۰۱۰، جابولانی نام داشت که نسخه‌ای طلایی از آدیداس جابولانی، توپی که در سایر مسابقات این رقابت‌ها استفاده می‌شد بود که در ۲۰ آوریل ۲۰۱۰ آشکار شد. نام این توپ به «جابورگ»، نام رایج مستعار شهر ژوهانسبورگ، محل برگزاری این رقابت‌ها اشاره دارد. رنگ طلایی این توپ، نشانگر رنگ جام قهرمانی است و همچنین یکی دیگر از نام‌های مستعار ژوهانسبورگ که «شهر طلا» است را تکرار می‌کند. جابولانی به دومین توپ پس از تیمگایست برلین که توپ ویژهٔ فینال ۲۰۰۶ بود تبدیل شد که به طور خاص برای بازی‌های فینال جام جهانی تولید می‌شد.
این مسابقه، اولین فینال پس از ۱۹۷۸ بود که فینالیست‌ها، پیشتر قهرمان جام جهانی نشده بودند. هلند قبل از آن دو بار نایب‌قهرمان شده بود؛ باخت ۲–۱ مقابل آلمان غربی در ۱۹۷۴ و باخت ۳–۱ (پس از وقت اضافه) مقابل آرژانتین در ۱۹۷۸. راهیابی به فینال، بهترین عملکرد اسپانیا در جام جهانی بود. این تیم، پیشتر توانست در ۱۹۵۰ که مرحلهٔ نهایی آن به صورت دوره‌ای برگزار شد، مقام چهارم را کسب کند و در ۱۹۳۴، ۱۹۸۶، ۱۹۹۴ و ۲۰۰۲ که مراحل حذفی آن به صورت تک‌بازی برگزار می‌شد بتواند به مرحلهٔ یک چهارم نهایی برسد. اسپانیا در آن زمان قهرمان اروپا به حساب می‌آمد که این عنوان را در ۲۰۰۸ کسب کرد؛ رقابت‌هایی که هلند توانست به مرحلهٔ یک چهارم نهایی برسد اما در نهایت به روسیه باخت و حذف شد. پیش از فینال ۲۰۱۰، دو تیم هرگز در مراحل اصلی جام جهانی و یا جام ملت‌های اروپا با هم بازی نکرده بودند. در تمامی نتایج رو در رو، دو تیم از سال ۱۹۲۰ تا پیش از این فینال، هشت بار به مصاف هم رفتند که هلند در چهار بازی و اسپانیا در سه بازی پیروز شدند؛ یک بازی نیز با نتیجهٔ تساوی به پایان رسید که تمامی بازی‌ها، دوستانه یا بازی‌های مقدماتی قهرمانی اروپا بودند. در آغاز رقابت‌ها، اسپانیا پس از برزیل در رتبهٔ دوم رده‌بندی جهانی فیفا و هلند در رتبهٔ چهارم قرار گرفت.

## مسیر تا فینال

### هلند
هلند تمامی بازی‌های خود در مرحلۀ مقدماتی را با پیروزی به پایان رساند. این تیم پس از راهیابی به جام جهانی، همراه با ژاپن، دانمارک و کامرون در گروه E قرار گرفت. اولین مسابقۀ گروهی آنان مقابل دانمارک بود که ۱۴ ژوئن ۲۰۱۰ در ورزشگاه ساکرسیتی برگزار شد. در آغاز نیمۀ دوم هلند پیش افتاد، زمانی که سیمون پولسن، سانتر رابین فن پرسی را دفع کرد اما توپ به دنیل اگر برخورد کرد و گل‌به‌خودی به ثمر رسید. درک کویت پنج دقیقه مانده به پایان بازی، توانست گل دوم را در ریباند توماس سورنسن، دروازه‌بان دانمارک که شوت الیرو الیا را دفع کرد به ثمر برساند. هلند در بازی دوم گروهی، مقابل ژاپن قرار گرفت. این بازی، ۱۹ ژوئن در ورزشگاه موسی مابیدا شهر دوربان برگزار شد. مانند بازی اول، این بار نیز در دقایق آغازین نیمهٔ دوم، وسلی اسنایدر توانست توپ را در حاشیهٔ محوطهٔ جریمه و پس از دور کردن آن توسط بازیکنان ژاپن تصاحب کند و گل دوم را به ثمر برساند. این پیروزی به این معنا بود که هلند پیش از انجام آخرین بازی گروهی خود به دور بعدی این رقابت‌ها راه یافته بود. آخرین بازی گروهی هلند، ۲۴ ژوئن در ورزشگاه کیپ تاون و مقابل کامرون انجام شد. رابین فن پرسی توانست در دقیقهٔ ۳۶ هلند را به گل برساند، پیش از آنکه رافائل فن در فارت در محوطهٔ جریمه مرتکب خطای هند شود که یک پنالتی به سود کامرون اعلام شد و ساموئل اتوئو توانست با این پنالتی بازی را به تساوی بکشاند. کلاس یان هونتلار با گل دقایق پایانی خود، باعث شد تا هلند در این مسابقه پیروز شود و در پایان مسابقه‌های گروهی، در مقام اول این گروه قرار بگیرد.

### اسپانیا
اسپانیا نیز مانند هلند، تمامی مسابقه‌های مرحلهٔ مقدماتی را با پیروزی گذراند. آنان در گروه H، در کنار تیم‌های شیلی، هندوراس و سوئیس قرار گرفتند. اسپانیا مبارزات نهایی خود را ۱۶ ژوئن ۲۰۱۰، در ورزشگاه موسی مابیدا و مقابل سوئیس آغاز کرد. جرمی ویلسون، خبرنگار دیلی تلگراف، این بازی را «یکی از شوک‌های بزرگ در کل تاریخ مسابقات» توصیف کرد؛ سوئیس در این بازی توانست ۱–۰ پیروز شود. ژلسون فرناندز در نیمهٔ دوم بازی و پس از برخورد ارن دردیوک، هم تیمی خود با ایکر کاسیاس که از دروازه خارج شده بود، گل اول را به ثمر رساند.

## مسابقه

### جزئیات
| هلند | ۰ – ۱ | اسپانیا      |
| ---- | ----- | ------------ |
|      | گزارش | اینیستا ۱۱۶' |

| هلند | اسپانیا |

| هلند:          |    |                          |          |      |
|                |    |                          |          |      |
| GK             | ۱  | مارتن استکلنبرگ          |          |      |
| RB             | ۲  | گریگوری واندر ویل        | '111     |      |
| CB             | ۳  | جان هیتینگا              | '۵۷ '۱۰۹ |      |
| CB             | ۴  | یوریس متایسن             | '117     |      |
| LB             | ۵  | جووانی فن برونکهورست (ک) | '۵۴      | '۱۰۵ |
| CM             | ۶  | مارک ون بومل             | '۲۲      |      |
| CM             | ۸  | نایجل دی یانگ            | '۲۸      | '۹۹  |
| RW             | ۱۱ | آرین روبن                | '۸۴      |      |
| AM             | ۱۰ | وسلی اسنایدر             |          |      |
| LW             | ۷  | دریک کویت                |          | '۷۱  |
| CF             | ۹  | روبین فان پرسی           | '15      |      |
| تعویض‌ها:       |    |                          |          |      |
| MF             | ۱۷ | الیرو الیا               |          | '۷۱  |
| MF             | ۲۳ | رافائل فن در فارت        |          | '۹۹  |
| DF             | ۱۵ | ادسون برافهید            |          | '۱۰۵ |
| مربی:          |    |                          |          |      |
| برت فان مارویک |    |                          |          |      |

| اسپانیا:        |    |                 |        |      |
|                 |    |                 |        |      |
| GK              | ۱  | ایکر کاسیاس (ک) |        |      |
| RB              | ۱۵ | سرخیو راموس     | '23    |      |
| CB              | ۳  | جرارد پیکه      |        |      |
| CB              | ۵  | کارلس پویول     | '۱۶    |      |
| LB              | ۱۱ | خوان کاپدویلا   | '۶۷    |      |
| DM              | ۱۶ | سرخیو بوسکتس    |        |      |
| DM              | ۱۴ | ژابی آلونسو     |        | '۸۷  |
| CM              | ۸  | ژاوی هرناندز    | '۱۲۰+۱ |      |
| RW              | ۶  | آندرس اینیستا   | '۱۱۸   |      |
| LW              | ۱۸ | پدرو رودریگز    |        | '۶۰  |
| CF              | ۷  | داوید ویا       |        | '۱۰۶ |
| تعویض‌ها:        |    |                 |        |      |
| MF              | ۲۲ | خسوس ناواس      |        | '۶۰  |
| MF              | ۱۰ | سسک فابرگاس     |        | '۸۷  |
| FW              | ۹  | فرناندو تورس    |        | '۱۰۶ |
| مربی:           |    |                 |        |      |
| ویسنته دل بوسکه |    |                 |        |      |

| بهترین بازیکن میدان: آندرس اینیستا (اسپانیا) |